# Cimbri (minoranza etno-linguistica)
I cimbri sono una minoranza etnica e linguistica attualmente stanziata in pochi centri sparsi nell'area montuosa compresa tra le province di Trento (Luserna), Vicenza (altopiano dei Sette Comuni, in particolare Roana) e Verona (Tredici Comuni, in particolare Giazza). Una minuscola isola cimbra, di origine più recente, si trova inoltre sull'altopiano del Cansiglio (province di Belluno e Treviso).
Benché il loro idioma distintivo, la lingua cimbra, sia ormai in forte regressione e parlato solo da una sparuta minoranza, i cimbri possono comunque essere considerati un gruppo etnico a sé stante, con usanze e tradizioni derivate dalla loro ascendenza germanica.

## Storia

### L'origine mitologica: cimbri antichi e longobardi
Anche se in passato si riteneva che il nome della lingua derivasse dagli antichi antenati degli attuali parlanti, cioè quei Cimbri sconfitti dai Romani nel II secolo a.C., si tratta tuttavia probabilmente di un caso di omonimia.
La maggioranza della comunità scientifica vede negli attuali Cimbri una diretta discendenza da popolazioni di origine bavarese meridionale che nel Medioevo migrarono dalla zona dell'Ammersee e del lago di Starnberg nel Veneto nord-occidentale e nel Trentino meridionale. Questi cimbri si diffusero inizialmente sull'Altopiano dei Sette Comuni e da qui anche in Lessinia, nella zona orientale del gruppo del Monte Baldo e sui vicini altopiani di Folgaria, Lavarone e Luserna principalmente, ma più propriamente in tutti i territori compresi tra la sinistra orografica dell'Adige ad ovest, il solco vallivo della Valsugana a nord, le pedemontane vicentine e veronesi ad est ed a sud. Comunità cimbre erano presenti anche sulla destra orografica dell'Adige ed a testimonianza di ciò rimangono toponimi nei territori di Garniga Terme e Cimone, sul versante orientale del gruppo montuoso del Bondone, in Trentino.
Molti scrittori del passato, come Natale Dalle Laste, Salmon, Tentori e Busching vedevano negli abitanti dei Sette Comuni i discendenti dell'antico popolo dei cimbri. Lo stesso Busching scrive, ricordando l'episodio della visita sull'altopiano del re di Danimarca: 
(Anton Friedrich Busching, Nuova Geografia, tomo XXII, p. 150)
A tal proposito, sul finire del XVIII secolo lo storico Silvestro Castellini scriveva:
(Silvestro Castellini, Storia della città di Vicenza, tomo I, p. 64)
Anche per lo storico veronese Scipione Maffei l'origine della lingua viene ricondotta ai Cimbri dello Jutland:
(Scipione Maffei, Verona illustrata, vol. IV, p. 413)
Ugualmente scriveva Marco Pezzo, in Dei Cimbri, veronesi e vicentini:
(Marco Pezzo, Dei Cimbri, veronesi e vicentini, libro I, p. 60)
Ancora recentemente Mario Rigoni Stern si riallaccia a tale filone ricordando come la toponomastica storica dell'altopiano dei Sette Comuni sia legata alla mitologia scandinava. Nella narrativa e nel folklore altopianese vengono inoltre spesso citate figure appartenenti alla mitologia norrena, e, come ricordato da Rigoni Stern, ancor oggi la maggior parte dei toponimi locali ha un significato etimologico legato alla mitologia norrena.
In realtà uno studio genetico ha mostrato delle differenze significative tra gli attuali cimbri italiani e le popolazioni della regione danese dell'Himmerland.
È probabile che la tendenza di origine romantica abbia portato a cercare un'eredità remota non dimostrabile, fenomeno presente nell'Ottocento europeo ed ampiamente studiato per altre popolazioni. Per i cimbri delle montagne venete l'essenziale dimostrazione antropologico-culturale dei meccanismi costitutivi che hanno generato il mito cimbrico, a partire tuttavia già dal Medioevo, risale al 1976, ed è stata pubblicata nel 1993 (e poi, definitivamente, nel 1996) da Massimiliano Marangon. Egli ha ricordato che fu imposto ai coloni bavaro-tirolesi medioevali, già in ambiente preumanistico veneto, il nome etnico "cimbro" in questione ed attribuita loro una diretta discendenza degli antichi Cimbri: e questo solo per una precisa necessità ideologica di subordinarli utilmente in prospettiva, come milizie confinarie, ai "romani" che dominavano interamente la terraferma veneta; soltanto per supportare ulteriormente tale funzione politico-militare si narrò quindi, inventando letteralmente e letterariamente una tradizione rude e guerriera, che questi pacifici coloni germanici si sarebbero ritirati in questo variegato territorio montano e collinare dopo essere stati sconfitti dai Romani.
Un'ipotesi sull'origine longobarda dei cimbri moderni venne avanzata nel 1948 da Bruno Schweizer e ripresa nel 1974 da Alfonso Bellotto e nel 2004 dal linguista cimbro Ermenegildo Bidese. Tuttavia la maggioranza dei linguisti resta legata alla teoria della migrazione medievale.

### Le migrazioni germaniche del Basso Medioevo
La maggioranza della comunità scientifica ritiene che i cimbri discendano da coloni tedeschi chiamati da feudatari imperiali tra il X ed il XII secolo a popolare l'Altipiano di Asiago, e qui impiegati in lavori di stroncatura dei boschi (dall'equivalente termine tedesco verrebbe la stessa denominazione di "cimbri") e quindi di allevamento ed agricoltura.
Il primo ad avanzare tale ipotesi fu il padre della dialettologia tedesca Johann Andreas Schmeller, in una memoria del 1834, in cui affermava che la parlata dei cimbri costituiva un'evoluzione del tedesco meridionale del XII e XIII secolo.
Un gran numero di documenti medievali, ritrovati da Carlo Cipolla, attesta a partire dal X secolo un costante spostamento di popolazioni dall'area germanica alle vallate di Trento, Verona e Vicenza.
A partire dalla metà del X secolo comunque, la zona dell'altopiano dei Sette Comuni fu interessata da consistenti ondate migratorie provenienti da un'area della Germania meridionale, al confine tra Baviera, Svevia e Tirolo, allora dipendente dal monastero di Benediktbeuern. Il convento era infatti in contatto con l'abbazia di Santa Maria in Organo di Verona, a sua volta legata all'abbazia di Santa Croce, a Campese; quest'ultima possedeva delle proprietà presso Foza, ed è quindi probabile che i primi cimbri si fossero stanziati qui, espandendosi poi nei dintorni.
Il più antico insediamento cimbro, come già accennato, è forse quello di Foza e risale alla metà del X secolo. Dopo essersi espanso in tutto l'altopiano dei Sette Comuni, il gruppo colonizzò Posina (inizi XII secolo), e quindi, nell'attuale Trentino, Folgaria e Costa Cartura. Fu Federico Vanga, il principe vescovo di Trento, ad autorizzare nel 1216 lo stanziamento di coloni provenienti da Asiago sull'altopiano di Folgaria e Lavarone, perché lo disboscassero.. Nel Duecento, gli spostamenti procedettero verso est (Lavarone, Luserna, Terragnolo e Vallarsa).
Da Posina, invece, i cimbri si espansero nel Tretto e a Valli del Pasubio. All'inizio del XIII secolo se ne trovano anche a Schio e a Malo (nel 1407 il vescovo di Vicenza separò amministrativamente Malo e Monte di Malo perché in quest'ultima predominava l'elemento germanico). Da Schio si insediarono poi a Recoaro e a Valdagno, e da qui ad Altissimo.
Tali insediamenti costituirono la massima espansione dei tedeschi a sud delle Alpi; tuttavia nel Veronese a partire dal Quattrocento si verificò una inarrestabile emorragia demografica, che portò alla frammentazione del gruppo etnico e alla perdita della lingua. Al contrario, le colonie dei Sette Comuni conobbero un periodo di fioritura nel XVII e XVIII secolo, grazie all'autonomia politica riconosciuta dalla Repubblica di Venezia, con la nascita di una letteratura autoctona.

### La Federazione dei Sette Comuni
All'inizio del Trecento le popolazioni dell'altopiano di Asiago si unirono in una federazione tra i Comuni, per governare in modo il più possibile autonomo la loro vita e difendere le loro "Freiheiten", sostantivo plurale che nel tedesco attuale significa "le libertà" benché, di fatto, traducibile in privilegi o esenzioni fiscali. La Federazione dei Sette Comuni era tuttavia già concretamente nata nel 1259 (vale a dire dalla caduta degli Ezzelini) sotto il nome di Lega delle Sette Terre Sorelle. Si trattava di una piccola nazione indipendente comprendente il territorio oggi conosciuto come altopiano dei Sette Comuni e alcune altre località contigue (oggi appartenenti ad altri ambiti amministrativi), nelle attuali province di Vicenza e di Trento. Fu la più antica federazione al mondo paragonabile a un moderno Stato federale.
Sul finire del XIII secolo due cimbri, di cui uno da Altissimo, vengono autorizzati dal vescovo di Verona a fondare alcune decine di masi in Lessinia, dove verrà a fondarsi un'altra importante comunità cimbra (i "Tredici Comuni"). Relativamente a questi ultimi, Carlo Cipolla (Verona, 1854 - 1916) ha così ricostruito la cronologia delle colonizzazioni:
- 1300: i primi coloni bonificano Velo Veronese
- fino al 1333: radicamento numeroso a Badia Calavena e a Boscochiesanuova, Cerro e Camposilvano;
- 1340: a Valdiporro, Selva di Progno e San Bortolo delle Montagne
- 1345: verso sud a San Mauro di Saline e Tavernole
- 1380: ad ovest verso Erbezzo e a nord est a Giazza e Campofontana
- 1390: a Bolca e nella parte orientale del comune di Sant'Anna d'Alfaedo, all'incirca nel territorio delle frazioni di Ceredo, Cescatto e Vallene.

### I cimbri nella Serenissima
In seguito le migrazioni si fecero sempre più consistenti, anche da zone più vicine, come la Val Venosta. Ancora sotto la Serenissima (la zona fece atto di "dedizione" a Venezia nel 1405) il governo richiamò un gran numero di esperti minerari tedeschi che finirono per fondersi con i cimbri preesistenti. Invero, il termine "cimbro" compare solo nel XIV secolo, mentre prima di allora erano definiti genericamente "todeschi" e "teutonici"..
La minoranza dei Sette Comuni conobbe per tutto il periodo veneziano un periodo di fioritura, essendo stata riconfermata larga autonomia alla Federazione. Per quanto riguarda i cimbri della Lessinia, nel 1403 venne inoltre istituito il Vicariato della Montagna dei Tedeschi detto anche della Montagna Alta del Carbon e, dal 1616 XIII Comuni Veronesi. Ebbero tuttavia minore autonomia rispetto ai Sette Comuni.
Nell'epoca d'oro, tra il Cinquecento e il Settecento, la popolazione cimbra contava circa 20.000 persone, con istituzioni che godevano di una certa autonomia amministrativa. In questa epoca di massima estensione, erano totalmente o in maggioranza cimbre, le aree coperte dagli odierni comuni:
- Provincia di Vicenza: Asiago (Slege), Roana (Robaan), Rotzo (Rotz), Gallio (Ghèl), Enego (Ghenebe), Foza (Vüsche), Lusiana (Lusaan), Conco (Kunken), Laghi, Posina (Posen), Tonezza del Cimone (Tonèsck), Valstagna, Valli del Pasubio, Valdastico, Recoaro Terme (Recobör, Rocabör o Ricaber[16]), Altissimo, Crespadoro. Con popolazione e cultura cimbre residuali erano inoltre Caltrano, Calvene, Bassano del Grappa, Marostica, Torrebelvicino, Schio, Santorso, Arsiero, Velo d'Astico, Monte di Malo, Valdagno.[17][18][19][20]
- Provincia di Trento: Folgaria (Folgrait[21]), Lavarone (Lavròu[22]), Luserna (Lusern), Terragnolo, Trambileno, Vallarsa (Brandtal[23]), Centa San Nicolò (la toponomastica farebbe pensare piuttosto ad un'appartenenza all'area mochena), parte di Ala (la Val di Ronchi), alcune frazioni collinari di Rovereto, in destra orografica dell'Adige Garniga Terme e parte di Cimone.
- Provincia di Verona: Selva di Progno (Brunghe[24][25]), Badia Calavena (kam' Abato[26]), Velo Veronese (Veljie[27]), Roverè Veronese (Roveràit[24]), Bosco Chiesanuova (Nauge Kirche[24]), Erbezzo (Bìsan[24]), San Mauro di Saline (San Moritz, Salain), Cerro Veronese (kame Cire[24][28]), parte di Sant'Anna d'Alfaedo.
- Provincia di Mantova: insediamenti di cimbri provenienti dalla Lessinia sono documentati nella frazione di Malavicina nel comune di Roverbella. I migranti provenienti da queste zone del Veneto del Cinquecento fondarono la frazione stessa e si stabilirono anche in altre zone della provincia tra cui Roverbella, Marmirolo, Goito e Castelbelforte.[senza fonte]

### Dall'Ottocento ad oggi
Con l'arrivo di Napoleone, la Federazione venne abolita, provocando un inarrestabile declino economico e culturale per la popolazione locale. Una parte della popolazione cimbra si trasferì allora sull'altopiano del Cansiglio, dando origine alla più recente isola linguistica. I villaggi cimbri del Cansiglio sono Vallorch e Le Rotte nel comune di Fregona (TV), Val Bona, Pian dei Lovi, Canaie Vecio, e Pian Canaie nel comune di Tambre (BL), Campon, Pian Osteria e I Pich nel comune di Farra d'Alpago (BL).
Dalla seconda metà dell'Ottocento, anche i cimbri parteciparono all'emigrazione italiana in Sudamerica, fondando centri soprattutto nello Stato brasiliano di Rio Grande do Sul, dove era già presente una forte comunità tedesca. I centri cimbri australi presero i nomi di Luserna, Nova Trento (oggi Flores de Cunha), Paraì presso Nova Bassano, San Rocco presso Antônio Prado.
Il colpo mortale per la comunità cimbra, attraversata dalla frontiera tra Regno d'Italia e Impero austro-ungarico, venne dallo scoppio della prima guerra mondiale. I 900 abitanti di Luserna, in terra austriaca, dovettero abbandonare in fretta le proprie case e furono sfollati presso Aussig, in Boemia; poterono rientrare solo nel 1919, a guerra terminata, e dovettero ricostruire l'intero villaggio, raso al suolo. Anche gli abitanti dei Sette Comuni si trovarono in piena linea di fronte e l'altopiano fu teatro di alcune tra le battaglie più cruente. La popolazione locale fu evacuata nella pianura Padana, dove la guerra all'Austria favorì il processo di assimilazione. Il ventennio fascista impose poi l'italianizzazione forzata, con il divieto di utilizzo della parlata cimbra. Negli anni trenta, a seguito degli accordi Mussolini-Hitler, cimbri e mocheni ottennero la possibilità di optare per il Reich: aderirono in 280, trasferiti nella Boemia-Moravia occupata.
Durante la seconda guerra mondiale, il linguista bavarese Bruno Schweizer fece parte della Bozner Kulturkommission, occupandosi principalmente della minoranza cimbra, e raccogliendo una ingente mole di dati su vocaboli, espressioni idiomatiche, leggende, usi e credenze dei cimbri. Nel 1943 Schweizer scrisse una petizione, a nome dei cimbri dei Sette e dei Tredici Comuni, al Commissario supremo per la zona d'operazioni nelle Prealpi; in tale petizione (mai inviata per via della posizione sospetta dello studioso, non allineato al NSDAP) Schweizer chiedeva il ripristino dei privilegi concessi da Venezia e lo stabilimento di una repubblica autonoma con capitale Asiago, oltre al bilinguismo e al ritorno dei lavoratori coatti cimbri dalla Germania.

## Situazione agli inizi del XXI secolo
Il boom economico del secondo dopoguerra e lo spopolamento delle vallate montane verso la pianura veneta hanno causato una nuova diaspora cimbra, con l'assottigliarsi del numero dei parlanti alloglotti.
I cimbri sono oggi protetti, a livello internazionale, dall'adesione dell'Italia alla convenzioni del Consiglio d'Europa sulla protezione delle minoranze: la Carta europea delle lingue regionali o minoritarie (in vigore dal 1º marzo 1998, firmata ma non ancora ratificata dall'Italia) e alla Convenzione-quadro per la protezione delle minoranze nazionali (dal 1º marzo 1998).  A seguito di tali impegni internazionali, la Legge 482/1999 per la "tutela delle minoranze linguistiche" ha modificato pluridecennali indirizzi omologanti sul piano socioculturale. Su impulso dell'art. 3 di tale normativa, che garantisce un ruolo ad organismi di coordinamento e proposta che raggruppino minoranze linguistiche presenti su territori regionali e provinciali diversi, si è costituito nel 2002 a Luserna il Comitato unitario delle isole linguistiche storiche germaniche in Italia, che riunisce i rappresentanti di varie minoranze germanofone dell'arco alpino, dalla Valle d'Aosta al Friuli.
Ad oggi si stima che le persone in grado di parlare o comprendere il cimbro siano non più di un migliaio, stanziate soprattutto in Trentino nel comune di Luserna (Lusérn). In Veneto sono ridotti a poche decine, concentrati nel comune vicentino di Roana (Robaan), specialmente nella frazione di Mezzaselva (Mittebald/Toballe), e a Giazza (Ljetzan) nel comune veronese di Selva di Progno (Prunghe).
In particolare, a Luserna si contano circa 250 alloglotti, più 600 lusernesi extra muros che, pur spostatisi al di fuori del villaggio, mantengono contatti e parlano l'idioma. A Roana sono appena una decina, mentre a Giazza circa quaranta residenti parlano o comprendono il cimbro, cui si aggiunge una quarantina di emigranti.
882 persone si sono registrate come appartenenti all'etnia cimbra nel censimento del 2001 in provincia di Trento: 267 a Luserna (89,9%) e 615 in altri comuni. La Regione Veneto non prevede ancora questo tipo di rilevazione, perché a differenza del Trentino-Alto Adige/Südtirol non esistono leggi specifiche per la salvaguardia e valorizzazione delle minoranze linguistiche storiche.
Oltre alla lingua, l'identità cimbra si distingue per alcuni caratteri propri; tra questi:
- le manifestazioni del sentimento religioso, come le processioni campestri di primavera, che riecheggiano i riti antichi;
- l'albero di tiglio (lint) presente al centro della piazza principale dei villaggi cimbri, sotto i cui rami fino all'Ottocento era amministrata la giustizia.

Nei comuni dove sopravvive la parlata, sono presenti istituzioni culturali e museali che cercano di tutelare e sviluppare l'identità cimbra:
- Kulturinstitut Bernstol-Lusèrn, istituto culturale mocheno-cimbro, e Documentationszentrum Lusèrn, con il notiziario Lem: Bernstol-Lusèrn a Luserna (TN);
- Istituto di Cultura Cimbra "Agostino Dal Pozzo" (Quaderni di cultura cimbra) e Museo della Tradizione Cimbra a Roana (VI);
- L'associazione "De Zimbar 'un Ljetzan" ossia I Cimbri di Giazza;
- Curatorium Cimbricum Veronense a Giazza (VR), con il corso di cimbro vivo Tzimbar Lentak presso il Museo Etnografico dei Cimbri, e la rivista Cimbri/Tzimbar;
- corso di cultura cimbra Bar lirnan tauc presso le scuole elementari di Selva di Progno-Sant'Andrea (VR).

Inoltre esistono istituzioni culturali "simpatizzanti" sia in Germania che in Austria:
- Curatorium Cimbricum Bavarense a Landshut;
- Freunde der Zimbern a Salisburgo;
- Cimbrenfreundeskreis a Tiefenbach.